# ティンカー空軍基地
ティンカー空軍基地（ティンカーくうぐんきち、英: Tinker Air Force Base）は、オクラホマ州オクラホマシティに位置するアメリカ空軍の基地である。航空機や装備品の改修・改造を行うオクラホマシティ航空兵站施設が所在している。

## 概要
1940年にアメリカ陸軍省は、アメリカ中央部における航空機の補給および整備拠点の候補地としてオクラホマ州オクラホマシティを選定し、1941年4月8日に補給処建設が承認され、同年末に中西部航空補給処として公式に開設された。第二次世界大戦勃発後は、B-24、B-26、B-29などの爆撃機やC-47、C-54などの輸送機の整備拠点となった。
第二次世界大戦後にアメリカ陸軍航空軍からアメリカ空軍が独立後に基地は、第二次世界大戦中にミッドウェー島近海で戦死したクラレンス・L・ティンカー（Clarence L. Tinker）少将にちなみ、ティンカー空軍基地へ改称された。
1948年3月20日と3月25日に藤田スケールでF3の竜巻が基地を通過し、多数の航空機と施設が損壊、被害総額は3月20日の竜巻で約1,000万ドル（2019年の時価で1億600万ドル）、3月25日の竜巻では約600万ドル（2019年の時価で6,400万ドル）となった。
1976年7月に第552航空管制航空団がティンカー空軍基地で再編成されると、E-3早期警戒管制機の拠点基地となり、1992年5月にはアメリカ海軍第1戦略通信航空団が新編され、E-6空中通信中継機の配備基地にもなっている。

## 所在部隊
第72基地航空団隷下
- 第72医療群
  - 第72航空宇宙医療中隊
  - 第72歯科中隊
  - 第72医療支援中隊
  - 第72医療運用中隊
- 第72任務支援群
  - 第72作戦支援中隊
  - 第72兵站即応中隊

空軍後方支援センター隷下
- オクラホマシティ航空兵站施設（英語版）
  - 第76航空機整備群
  - 第76物資整備群
  - 第76推進機整備群
  - 第76ソフトウェア整備群
- 空軍核兵器センター
  - ミサイル維持部

第15空軍隷下
- 第552航空管制航空団（英語版）
  - 第552航空管制群
    - 第552航空管制ネットワーク中隊
    - 第607航空管制中隊
    - 第726航空管制中隊
    - 第728航空管制中隊
    - 第729航空管制中隊
    - 第752作戦支援中隊

  - 第552作戦群
    - 第960空中航空管制飛行隊（英語版） - E-3B/C/G
    - 第963空中航空管制飛行隊（英語版） - E-3G
    - 第964空中航空管制飛行隊（英語版） - E-3G
    - 第965空中航空管制飛行隊（英語版） - E-3G
    - 第966空中航空管制飛行隊（英語版） - E-3G

  - 第552整備群
    - 第552航空機整備中隊
    - 第552整備中隊
    - 第552整備運用小隊

第16空軍隷下
- 第688サイバー空間航空団（英語版）
  - 第38サイバー空間技術導入群

第4空軍隷下
- 第507空中給油航空団（英語版）
  - 第507作戦群
    - 第465空中給油飛行隊（英語版） - KC-135R
    - 第507作戦支援中隊
    - 第730航空機動訓練中隊

  - 第507整備群
    - 第507航空機整備中隊
    - 第507整備中隊

  - 第507任務支援群
    - 第72飛行場業務中隊
    - 第507施設中隊
    - 第507福利厚生中隊
    - 第507兵站即応中隊
    - 第507警備中隊
    - 第507通信小隊

  - 第507医療中隊

第10空軍隷下
- 第513航空管制群（英語版）
  - 第513作戦支援中隊
  - 第513航空機整備中隊
  - 第513整備中隊
  - 第970空中航空管制飛行隊（英語版） - E-3G

アメリカ海軍隷下
- 第1戦略通信航空団
  - 第3艦隊航空偵察飛行隊 - E-6B
  - 第4艦隊航空偵察飛行隊 - E-6B
  - 第7艦隊航空偵察飛行隊 - E-6B